# Rafael Catot i Sallas
Rafael Catot i Sallas (Monistrol de Calders, 10 de febrer de 1910 - Mauthausen-Gusen, 11 de maig de 1942) va ser un deportat català que va morir al camp de concentració.

## Biografia

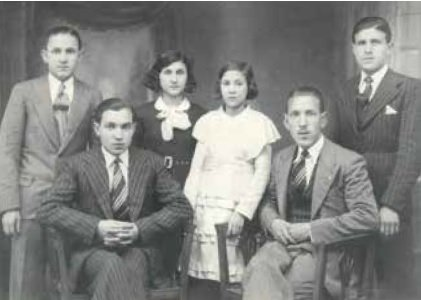
Rafael Catot, al costat dels seus cinc germans: Francisco, Albert, Valentí, Carme i Regina

Era el fill gran de Jaume Catot i de Josepa Sallas. Va tenir cinc germans i germanes més: Francisco, Albert, Valentí, Carme i Regina. El matrimoni havia tingut dues filles més –Teresa i Antònia–, que es van morir abans que nasqués en Rafael.

El febrer del 1939 Rafel es va exiliar a França, juntament amb els pares i tres germans. Un altre germà -en Valentí- va ser detingut i empresonat a Espanya, va passar per diverses presons al llarg de set anys, i, quan fou alliberat, també va anar a cercar la família a França. Després de passar pels camps de refugiats francesos, van traslladar-los a la zona de la Drôme: Els nois van estar a Ribesaltes i Sant Cebrià de Rosselló, i les noies i els pares a Recobèu. A l'hospital va morir, malalta, la germana petita (Regina, 27/02/1939).
El Rafael es va haver d'allistar a l'exèrcit francès per combatre contra els nazis. Va lluitar a la Línia Maginot i va caure presoner a Estrasburg (20-26/06/1940). Va anar a parar al camp de presoners V-D d'Estrasburg (matrícula 3216) i posteriorment fou enviat a Mauthausen (13/12/1940, matrícula 4696). Finalment el van traslladar a Gusen (29/03/1941, matrícula 11214), on va morir al cap de poc més d'un any, probablement d'esgotament, ja que és conegut que a Mauthausen-Gusen feien treballar els presoners en torns de més de 12 hores diàries a la pedrera.
El 9 de juliol de 2022, Monistrol de Calders va homenatjar Catot com l'únic monistrolenc deportat i mort en mans del règim de Hitler. Durant l'homenatge es va projectar Mort a les cunetes, de David Pintó i Joan Valentí.